# Конюхов, Вадим Алексеевич
Вади́м Алексе́евич Ко́нюхов (род. 5 января 2002, Нижний Новгород) — российский футболист, защитник белорусского клуба «Ислочь».

## Клубная карьера
Родился в Нижнем Новгороде.
В 2008 году начал заниматься футболом в ДЮСШ «Нижний Новгород», первый тренер Сергей Николаевич Полетаев. В 2015 году присоединился к академии московского ЦСКА.
В сезонах 2018/19 и 2020/21 стал победителем Молодёжного первенства в составе молодёжной команды ЦСКА. Также в сезоне 2019/20 стал серебряным призёром.
9 июля 2021 года на правах аренды перешёл в пермскую «Звезду». 20 июля 2021 года в матче Второго дивизиона против «Новосибирска» дебютировал в профессиональном футболе.
10 августа 2022 года был арендован клубом «Уфа». 13 августа 2022 года в матче против «Велеса» дебютировал в Первой лиге.
2 июля 2023 года на правах аренды пополнил состав клуба «Акрон». По итогам сезона 2023/24 стал бронзовым призёром Первой лиги и одержав победу в стыковых матчах вышел в РПЛ.
19 июля 2024 года подписал контракт с клубом «Велес».
1 августа 2025 года был куплен белорусским клубом «Ислочь». 9 августа 2025 года в матче против БАТЭ дебютировал в чемпионате Беларуси.

## Карьера в сборной
В период с 2017 года по 2019 года выступал за юношеские сборные России, суммарно проведя в их составе 26 матчей и не забив голов.
В ноябре 2022 года был вызван в сборную России (до 21 года). 16 ноября 2022 года в товарищеском матче против сборной Сербии (до 21 года) дебютировал в её составе.

## Статистика выступлений
| Выступление      | Выступление       | Выступление      | Лига | Лига | Кубки | Кубки | Стыковые матчи | Стыковые матчи | Итого | Итого |
| Клуб             | Лига              | Сезон            | Игры | Голы | Игры  | Голы  | Игры           | Голы           | Игры  | Голы  |
| ---------------- | ----------------- | ---------------- | ---- | ---- | ----- | ----- | -------------- | -------------- | ----- | ----- |
| → Звезда (Пермь) | Второй дивизион   | 2021/22          | 23   | 3    | 0     | 0     | —              | —              | 23    | 3     |
| → Звезда (Пермь) | Итого             | Итого            | 23   | 3    | 0     | 0     | —              | —              | 23    | 3     |
| → Уфа            | Первая лига       | 2022/23          | 15   | 1    | 2     | 0     | —              | —              | 17    | 1     |
| → Уфа            | Итого             | Итого            | 15   | 1    | 2     | 0     | —              | —              | 17    | 1     |
| → Акрон          | Первая лига       | 2023/24          | 9    | 0    | 1     | 0     | 0              | 0              | 10    | 0     |
| → Акрон          | Итого             | Итого            | 9    | 0    | 1     | 0     | 0              | 0              | 10    | 0     |
| → Акрон-2        | Вторая лига («Б») | 2023             | 1    | 0    | —     | —     | —              | —              | 1     | 0     |
| → Акрон-2        | Итого             | Итого            | 1    | 0    | —     | —     | —              | —              | 1     | 0     |
| Велес            | Вторая лига («А») | 2024/25          | 15   | 0    | 1     | 0     | —              | —              | 16    | 0     |
| Велес            | Итого             | Итого            | 15   | 0    | 1     | 0     | —              | —              | 16    | 0     |
| Ислочь           | Высшая лига       | 2025             | 2    | 0    | 0     | 0     | —              | —              | 2     | 0     |
| Ислочь           | Итого             | Итого            | 2    | 0    | 0     | 0     | —              | —              | 2     | 0     |
| Всего за карьеру | Всего за карьеру  | Всего за карьеру | 65   | 4    | 4     | 0     | 0              | 0              | 69    | 4     |

## Достижения
ЦСКА (Москва)
- Победитель молодёжного первенства России (2): 2018/19, 2020/21
- Серебряный призёр молодёжного первенства России: 2019/20
- Итого : 2 трофея

«Акрон»
- Бронзовый призёр Первой лиги: 2023/24